# Máquina de tatuar

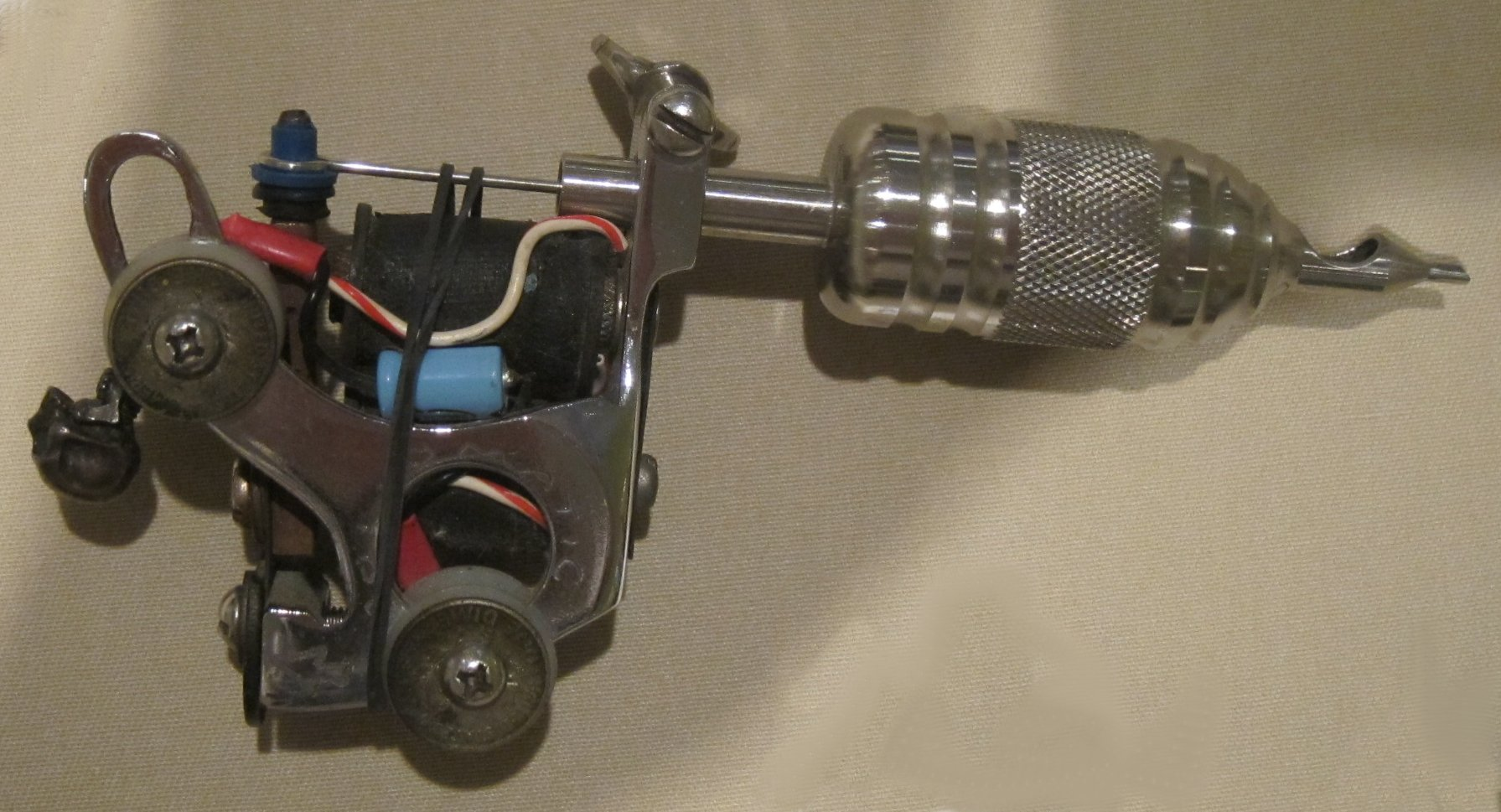
Máquina de tatuar "Rollomatic". Junto a la punta del tubo portaaguja (derecha) se observa el bisel que permite el paso del pigmento al interior del tubo.

Una máquina de tatuar es un dispositivo mecánico manual utilizado para crear tatuajes, es decir, marcas permanentes en la piel con tinta indeleble.
Las modernas máquinas de tatuaje usan bobinas electromagnéticas que desplazan hacia arriba y hacia abajo una barra metálica, conectada con una aguja (de punta simple o múltiple) que empuja la tinta hacia la piel.
Los artistas del tatuaje generalmente usan el término "máquina" para referirse a sus equipos (aunque también es posible encontrar los términos "hierro" y "pistola" en textos traducidos del inglés). 
Además de las máquinas de tatuar de "vaivén", también existen modelos rotatorios, que funcionan con motores regulables en vez de con bobinas electromagnéticas. 
La máquina básica prácticamente no ha cambiado desde sus orígenes hasta hoy en día. En los últimos años se han introducido algunas pequeñas variaciones en el mercado, como la máquina rotativa de Manfred Kohrs de 1976 o la máquina neumática de Carson Hill, que utiliza aire comprimido en lugar de electricidad, pero su principio de funcionamiento es esencialmente el mismo.

## Historia

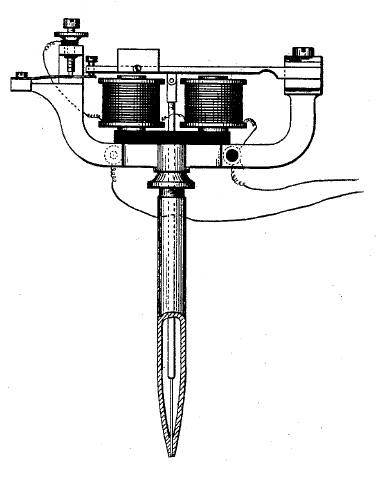
, Stencil-Pens

El predecesor de la máquina de tatuaje fue la pluma eléctrica inventada por Thomas Alva Edison y patentada bajo la denominación Stencil-Pens en Newark, Nueva Jersey, en 1876. Originalmente estaba destinado a ser utilizado como dispositivo de duplicación de documentos escritos o dibujados a mano, pero en 1891, Samuel O'Reilly descubrió que la máquina de Edison podía modificarse y usarse para introducir tinta en la piel, y patentó un sistema de tubo que conectaba una aguja con un depósito de tinta.
Mientras que la máquina de tatuaje de O'Reilly se basaba en la tecnología rotativa del motor eléctrico del dispositivo de Edison, las modernas máquinas de tatuaje utilizan electroimanes. El primer aparato basado en esta tecnología fue una máquina de bobina única patentada por Thomas Riley de Londres, solo veinte días después de que O'Reilly presentara la patente para su máquina rotativa. Para su diseño, Riley colocó el electroimán adaptado de un timbre eléctrico en una caja de latón. La moderna configuración de dos bobinas fue patentada por Alfred Charles South, también de Londres. Estas máquinas, debido a su mayor peso, con frecuencia se colgaban de un resorte fijado al techo, aligerando así la carga del aparato sobre la mano del operador.
La mayoría de las máquinas de tatuaje modernas permiten regular la profundidad, la velocidad y la fuerza de la aplicación de la aguja, aparte usar cartuchos donde viene incluida la aguja desechable y lo que ha permitido que el tatuaje se convierta en una forma de arte muy precisa. Estos avances en precisión también han producido un estilo de tatuaje facial que se ha hecho popular en Estados Unidos, denominado micropigmentación o "cosmética permanente", capaz de obtener resultados como la adición/eliminación de pecas, manchas y cicatrices.

## Descripción

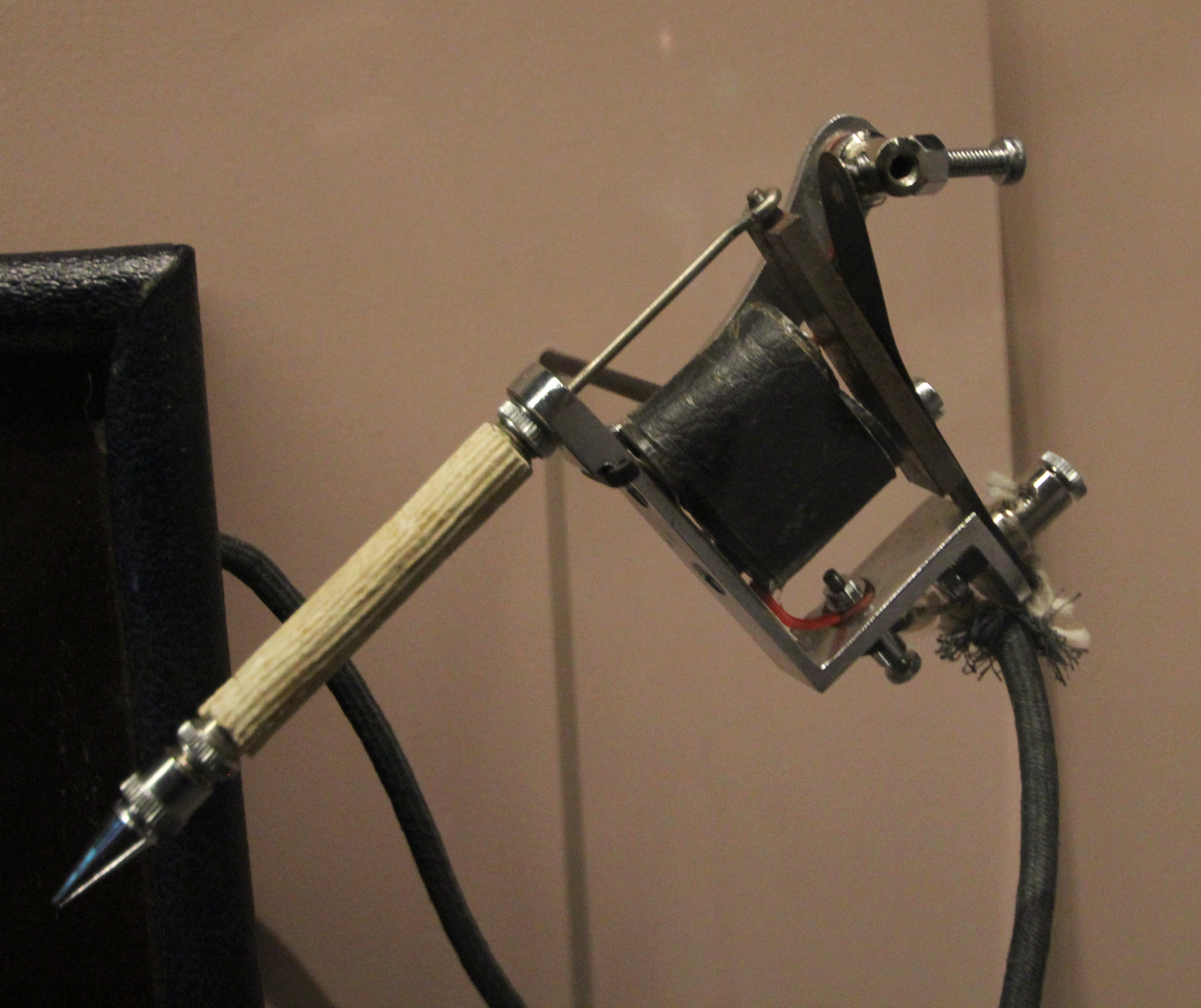
Antigua máquina de tatuar de dos bobinas. En la imagen se pueden observar sus principales componentes electromecánicos.

Las máquinas de tatuar normalmente tienen todas una configuración muy similar. Constan de una aguja que se desliza arriba y abajo por un tubo hueco, rodeado de un mango dispuesto para ser asido por la mano del tatuador. La aguja es accionada por un dispositivo generalmente electromecánico (aunque también puede ser neumático), estando todas sus partes fijadas a un pequeño bastidor mediante tornillos, lo que facilita el desmontaje para su limpieza.
Su forma recuerda a la de una letra "P", correspondiendo el segmento vertical al tubo por el que se desliza la aguja, y la parte curva al bastidor donde se ubican las bobinas (o el motor) de la máquina. Miden del orden de 10 cm de largo y suelen pesar entre 150 y 200 gramos, aunque existen modelos más ligeros. La frecuencia de oscilación de la aguja suele estar en el entorno de los 100-120 hz.
Las principales partes de una máquina de tatuar, son:
- Bastidor: de acero inoxidable o aluminio, su forma de "C" permite fijar las distintas partes de la máquina. Posee una serie de tornillos dispuestos tanto para sujetar estas piezas, como para ajustar el reglaje de los distintos elementos mecánicos.
- Tubo portaaguja: fijado a la parte inferior del bastidor, es un cilindro hueco de acero inoxidable (aunque existen modelos desechables de plástico), por cuyo interior se desliza verticalmente la aguja. Variando su desplazamiento vertical respecto al bastidor, se puede regular la longitud que sobresale la punta de la aguja (es decir, la profundidad de los pinchazos). La forma y el tamaño del extremo del tubo en contacto con la piel se debe corresponder con la del tipo de aguja que se vaya a usar (especialmente, en el caso de agujas de cabezas múltiples). También hace la función de un pincel, permitiendo recoger el pigmento de un frasco y depositarlo gradualmente a medida que se desliza sobre la piel. Para agujas de una sola punta, es habitual que el tubo disponga además de un orificio lateral, lo que facilita el paso del pigmento por el interior del tubo hasta la punta de la aguja. En su parte media se sitúa un mango metálico de forma cilíndrica, cuyo estriado mejora el agarre de la mano del operador.
- Aguja: fabricada en acero inoxidable, tiene un extremo en punta (sencilla o múltiple) y en el otro está dobladas en forma de argolla, prevista para sujetar la aguja al mecanismo de vaivén. Las de punta sencilla están indicadas para dibujar líneas de trazo intenso, mientras que las de puntas múltiples se utilizan para lograr efectos de sombreado y degradado. Una vez atornillada la aguja, es habitual situar un anillo de goma elástico alrededor del bastidor, de forma que la presión de la goma sobre la aguja es suficiente para alinearla correctamente, evitando su vibración incontrolada. La aguja es el elemento encargado de arrastrar al interior de la piel los pigmentos (rigurosamente esterilizados, antialergénicos, químicamente afines con la capa dérmica donde se depositan, especialmente resistentes a la decoloración, y con la viscosidad necesaria para su correcta aplicación).
- Accionamiento: el sistema más habitual está formado por dos electroimanes (aunque existen modelos con motor rotativo y también otros impulsados por aire comprimido). El mecanismo de vaivén está formado por dos bobinas de hilo de cobre con núcleo de hierro (los citados electroimanes; en realidad, bastaría con solo una bobina de mayor potencia, pero con dos bobinas pequeñas se consigue el mismo efecto, y se puede hacer el aparato más compacto), alimentadas por corriente continua de bajo voltaje (normalmente de entre 4 y 10 voltios). El circuito de alimentación de las bobinas se interrumpe cuando atraen a una varilla de hierro sujeta a un fleje elástico, que la devuelve a su posición de partida en cuanto cesa la atracción magnética al quedar las bobinas sin corriente. Al volver a su posición original, la varilla conecta el circuito que alimenta las bobinas, repitiéndose de nuevo el ciclo anterior. El extremo libre de la varilla es el que tiene atornillada la argolla de la aguja. Además, el sistema eléctrico dispone de un condensador en paralelo entre las bobinas, que sirve para adecuar el tiempo de respuesta de los electroimanes, reduciendo las chispas en los puntos donde se abre y se cierra el circuito eléctrico. El mecanismo posee dos reglajes para ajustar la velocidad del vaivén: cambiando el fleje que sujeta la varilla (eligiendo otro más rígido o más flexible), y regulando la distancia que recorre la varilla entre el electroimán y el punto en el que se completa el circuito de las bobinas, determinado por la posición de un segundo fleje ajustable (aunque en algunos modelos ambos flejes están integrados en una sola pieza).
- Alimentación eléctrica: se utilizan fuentes de corriente continua de pequeña potencia, alimentadas habitualmente por un sistema de corriente alterna doméstico. El encendido y apagado de la máquina es controlado con un pie, utilizando un pequeño pedal interruptor diseñado al efecto.

Como ya se ha señalado, un aspecto fundamental de estas máquinas es su sencillo desmontaje, lo que agiliza las operaciones de sustitución de piezas (especialmente de tubos y agujas) por motivos higiénicos.

## Clasificación

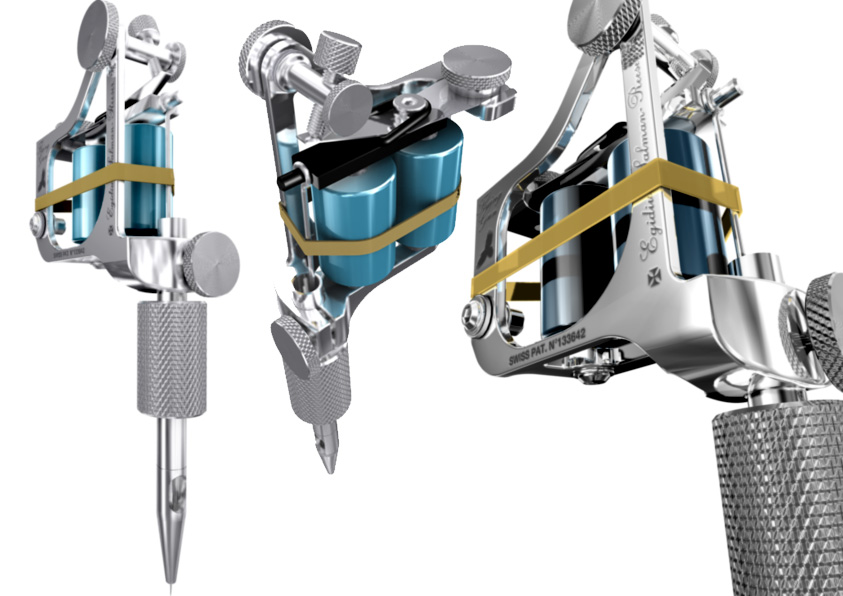
Máquina de tatuar de dos bobinas. En color amarillo aparece el anillo de goma elástico utilizado para evitar la vibración descontrolada de la aguja.

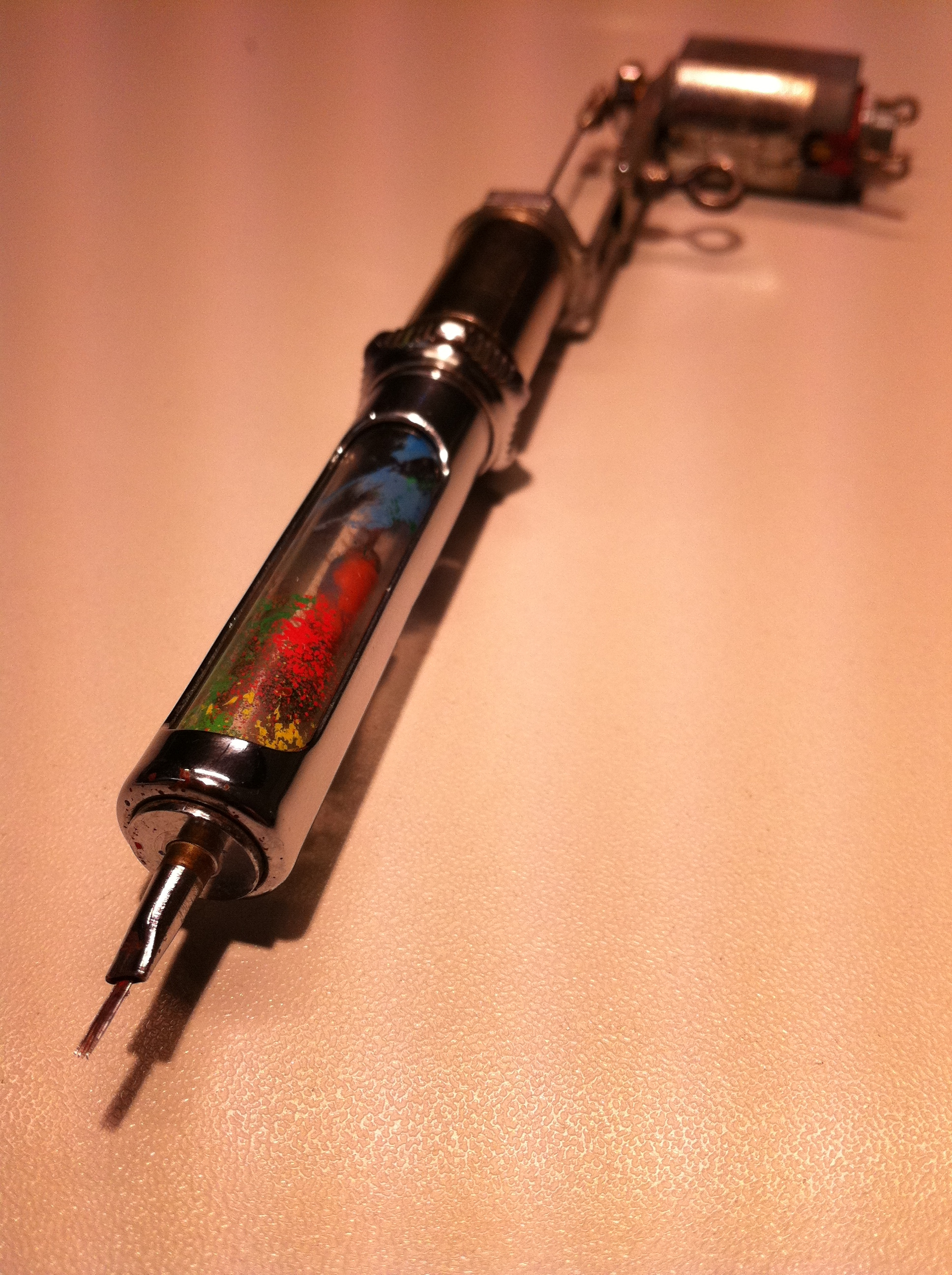
Máquina de tatuar rotativa Manfred Kohrs (1978)

Existen numerosos tipos de máquinas para tatuar. Mecánicamente, se distinguen las máquinas de bobina, las máquinas rotativas y las máquinas neumáticas. Desde el punto de vista de su utilización en el dibujo de tatuajes, los tipos más frecuentes son los aparatos delineadores y los sombreadores, que a su vez pueden emplear cualquiera de los tres sistemas de accionamiento citados. 
- Tipos según su accionamiento:

- Máquinas de tatuaje de bobinas: son las utilizadas más habitualmente. Emplean un circuito electromagnético para mover la aguja. Hay muchas variaciones, desde máquinas de bobina simple hasta máquinas de triple bobina. Pueden estar hechas de muchos materiales diferentes y en diferentes tamaños y formas. Las máquinas de doble bobina se consideran las estándar. El circuito de las bobinas permite ajustar la impedancia o la resistencia, que sirven para regular correctamente la velocidad y la potencia de la máquina, reduciendo los daños sobre la piel.

- Máquinas de tatuaje rotativas: la primera máquina de tatuaje rotativa con una excéntrica fue inventada en 1978 por el alemán Manfred Kohrs. La primera máquina de tatuar inventada por Samuel O'Reilly y mejorada por los artistas del tatuaje a través de los años, estaba basada en la tecnología rotativa. Las máquinas de tipo rotativo usan un motor eléctrico para impulsar las agujas. Algunas actualizaciones recientes incluyen el uso de una barra fijada a un fleje para impulsar la aguja, emulando el funcionamiento característico de las máquinas de bobina.

- Máquinas de tatuaje neumáticas: Se han dado pasos para hacer que las máquinas de tatuaje sean neumáticas, en lugar de utilizar los habituales motores eléctricos. El artista del tatuaje Carson Hill inventó en el año 2000 la primera máquina de tatuaje neumática, y solicitó su patente. Estas máquinas funcionan con un compresor de aire, y son extremadamente livianas. Utilizan el flujo de aire a presión para alimentar una turbina en miniatura, que a su vez hace moverse las agujas hacia arriba y hacia abajo. Estas máquinas de tatuaje son totalmente aptas para el autoclave, de modo que la máquina de tatuaje completa puede colocarse en el autoclave y esterilizarse totalmente prácticamente sin desmontar, a diferencia de las máquinas de bobina tradicionales, que requieren un desmontaje completo antes de colocarlas en un autoclave.

- Tipos según su utilización:

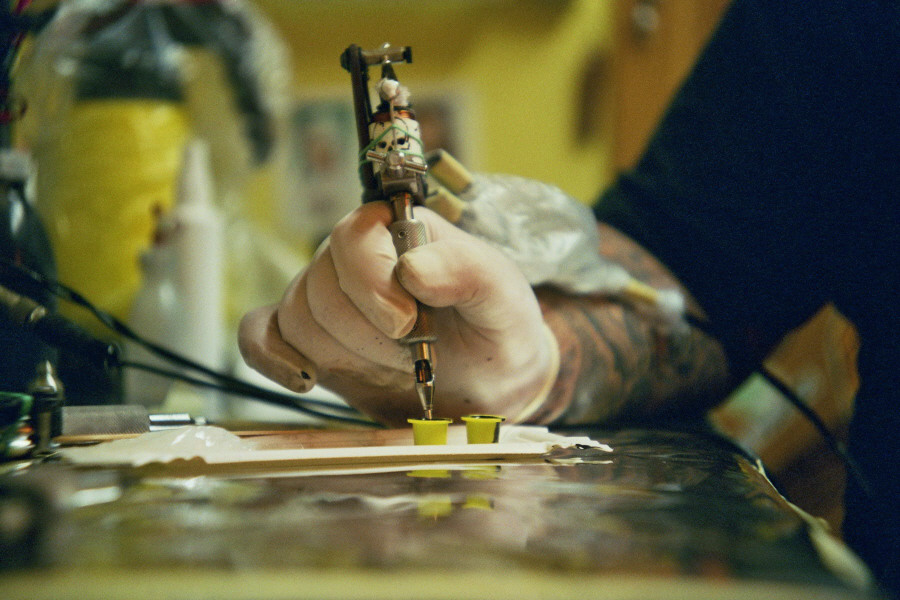
Forma de empuñar una máquina de tatuaje, mientras el operario carga de pigmento la aguja.

- Máquinas de tatuaje trazadoras: El propósito de una máquina trazadora es poner la tinta en la piel en una sola pasada para crear una línea muy marcada. En las máquinas de bobinas, se utiliza una distancia de oscilación reducida (alrededor de 1,5 mm a 2 mm), lo que hace que la máquina haga un ciclo más rápido.

- Máquinas de tatuaje sombreadoras: Se usan comúnmente para sombrear en color negro o variantes de tinta negra, aunque también se usan colores distintos al negro en este tipo de máquina. El nivel de saturación del pigmento aplicado es bajo. En las máquinas de bobinas, se utiliza una distancia entre los contactos eléctricos algo más grande que en el caso anterior (alrededor de 2 mm a 3,5 mm) para hacer que el ciclo sea un poco más lento. Esta máquina también se usa para escarificar líneas. Algunos artistas la usan para todas las líneas, ya que permite ajustar un trazo intenso con un menor trauma para la piel.

- Tipos mixtos: Las máquinas de tatuaje de bobinas no están limitadas solo a estos dos tipos principales. Una variante común es "recortar" la máquina, usando un fleje delantero más rígido. Esta modificación es habitual en máquinas trazadoras, pero también se emplea en las máquinas de sombreado para el dibujo de retratos. Las máquinas generalmente se clasifican en variedades de paso largo y de paso corto, en función del tamaño del hueco entre los conectores del circuito eléctrico. Las máquinas de paso más largo son buenas para colorear y sombrear, así como para esculpir líneas, dañando menos la piel de los clientes. Las máquinas de paso corto se usan comúnmente para trazar en un estilo de una única pasada, y también en las máquinas de sombreado para lograr una gradación más sutil del negro, tal y como se encontraría en los retratos. La longitud, el ancho, la tensión, el ángulo y la rigidez del fleje varían la funcionalidad de la máquina. El hueco del contacto eléctrico, así como los condensadores e incluso el estilo del aparato y sus ángulos de desviación, también pueden ser variantes en el ajuste de la máquina. El ajuste correcto es esencial para el tipo de máquina utilizada, así como para el tipo de tatuaje que esté haciendo el artista.